# Eithinoha Corona
Eithinoha Corona est une corona, formation géologique en forme de couronne, située sur la planète Vénus par -57° S et 7,5° E. Elle est localisée dans le quadrangle de Lada Terra. Elle a été nommée en référence à Eithinoha, déesse Iroquoise de la Terre. 

## Géographie et géologie
Eithinoha Corona couvre une surface circulaire d'environ 500 km de diamètre. Cette formation fait partie des 34 coronae de plus de 500 km de diamètre sur la surface de Vénus.